# Jion-ji (Saitama)

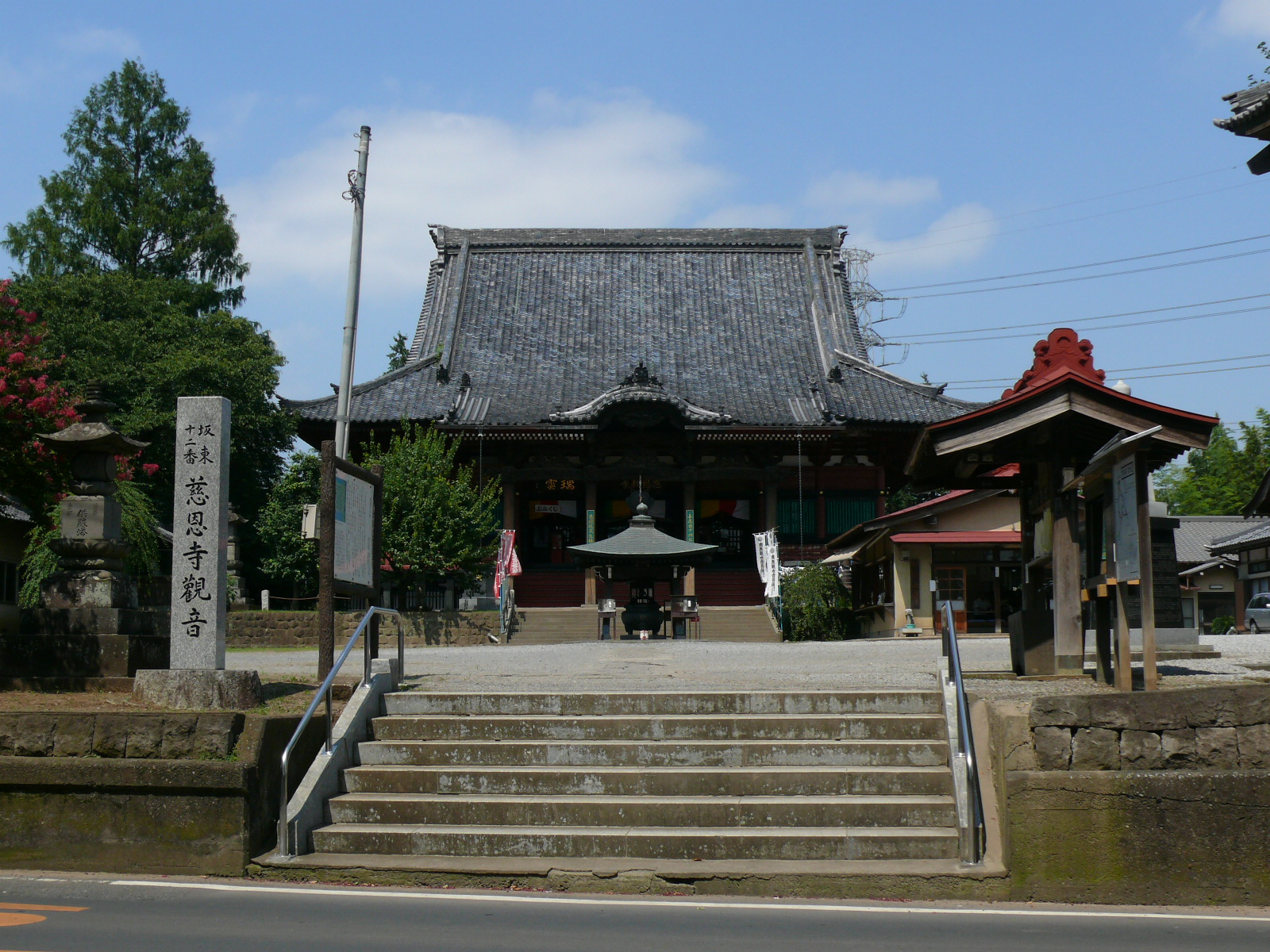
Haupthalle

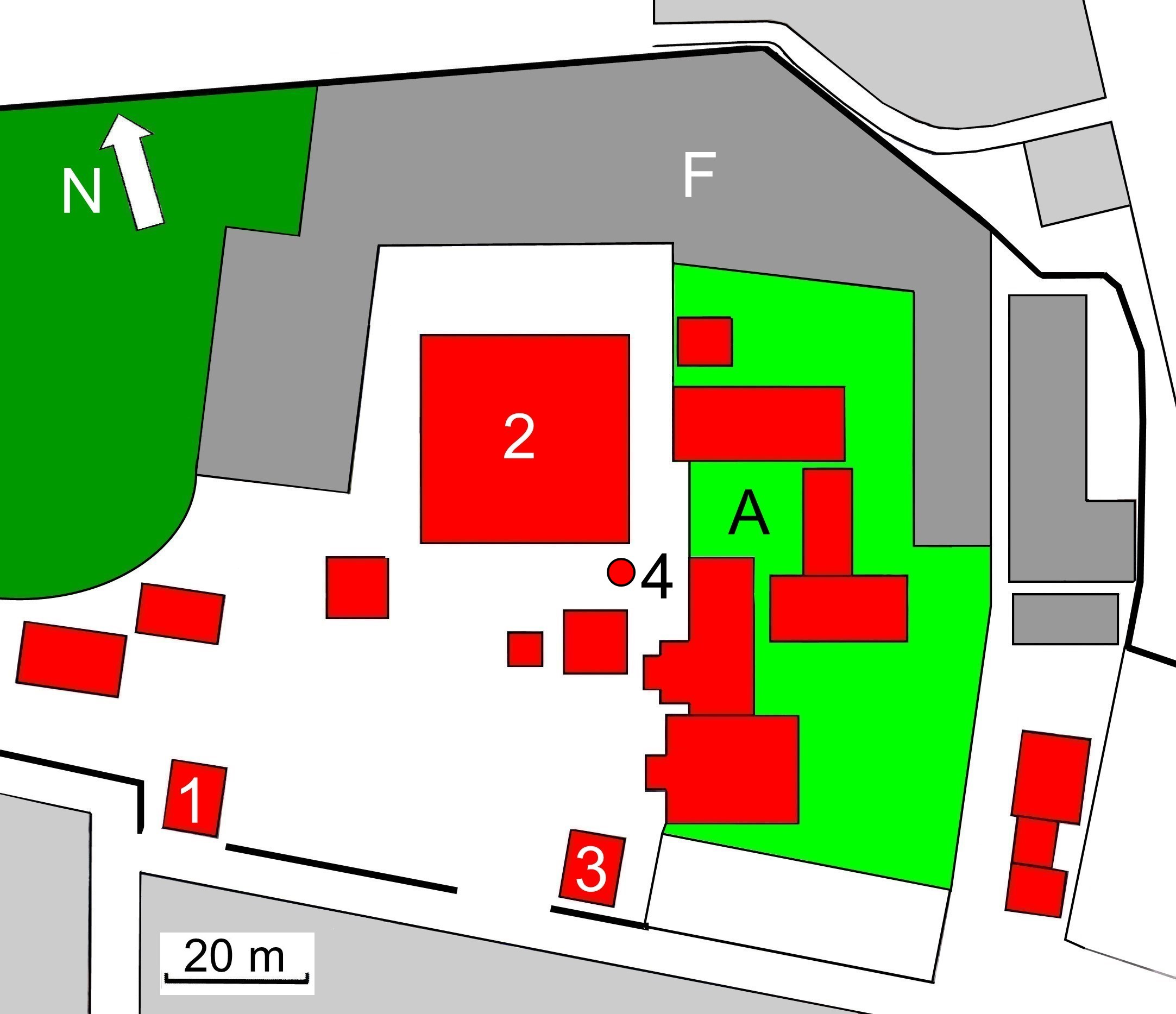
Plan des Tempels (s. Text)

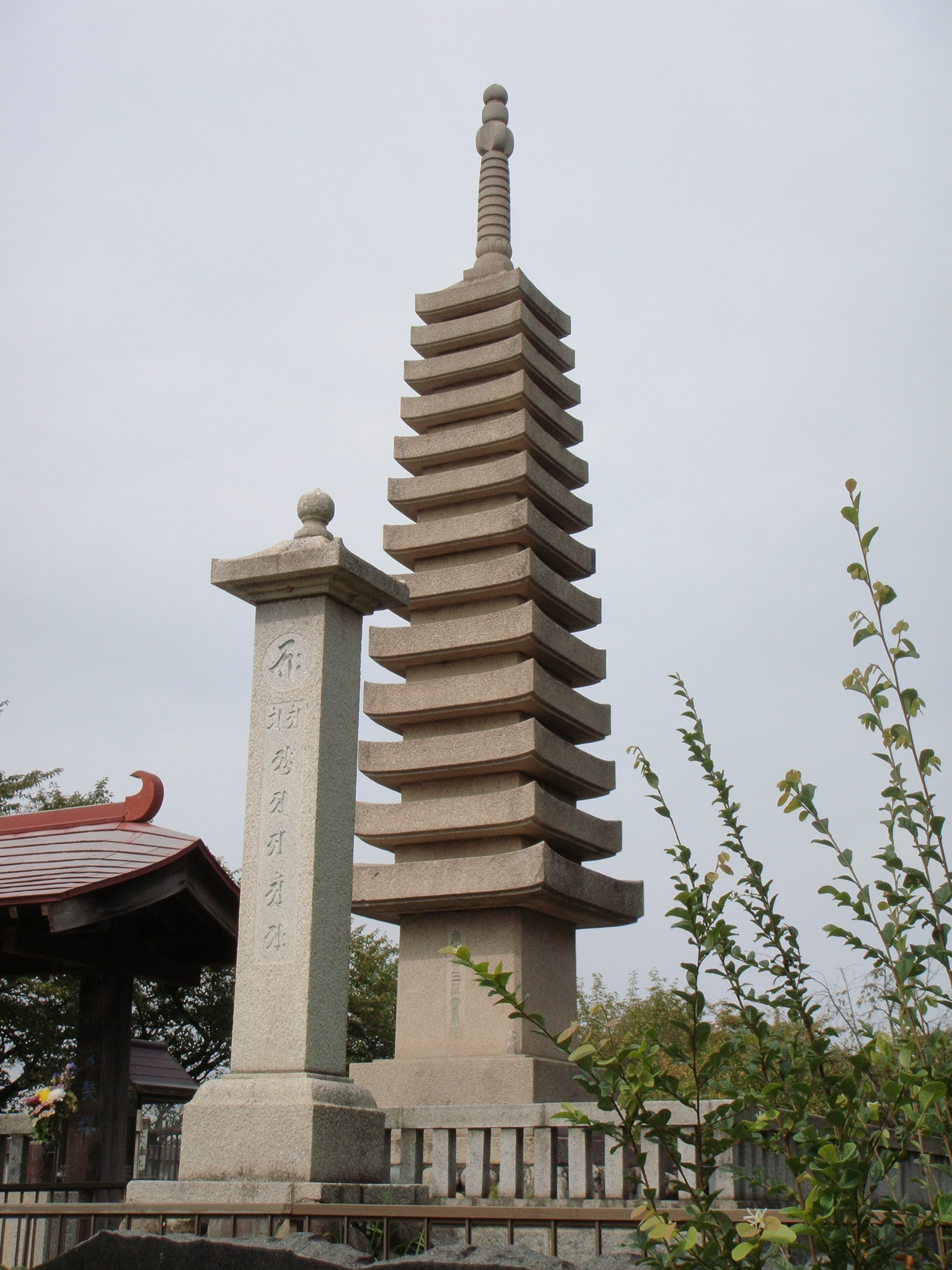
13-stöckige Steinpagode

Der Jion-ji (japanisch 慈恩寺) mit den Bergnamen Karin-san (華林山) und dem Untertempelnamen Saijō-in (最上院), ist ein Tempel, der zur Tendai-Richtung des Buddhismus gehört. Er befindet sich im Stadtbezirk Iwatsuki (岩槻区) der Stadt Saitama, Japan. In der traditionellen Zählung ist er der 12. der 33 Tempel der Kantō-Region.

## Geschichte
Der Tempel wurde im Jahr Tenchō 1 (824) von Priester Ennin gegründet, wobei er dessen Name vom Daci’en-Tempel (chinesisch 大慈恩寺, Pinyin Dàcí'ēn Sì) der Hauptstadt der Tang-Dynastie Xi’an ableitete, den er zu Beginn der Heian-Zeit selbst besucht hatte. Auch die umgebende Landschaft sei seiner Meinung nach der dortigen in China ähnlich.
1589 schrieb der damalige Herr auf der Burg Iwatsuki, Ōta Sukemasa (太田 資正; 1522–1591): „Zum Jionji mit seinen 43 Klausen kamen noch 24 dazu.“ Das belegt, dass es sich damals um einen bedeutenden Tempel gehandelt hat. Mit Beginn Edo-Zeit bekam der Tempel eine Zuwendung von Tokugawa Ieyasu von 100 Koku und blüht bis zum heutigen Tage.

## Anlage

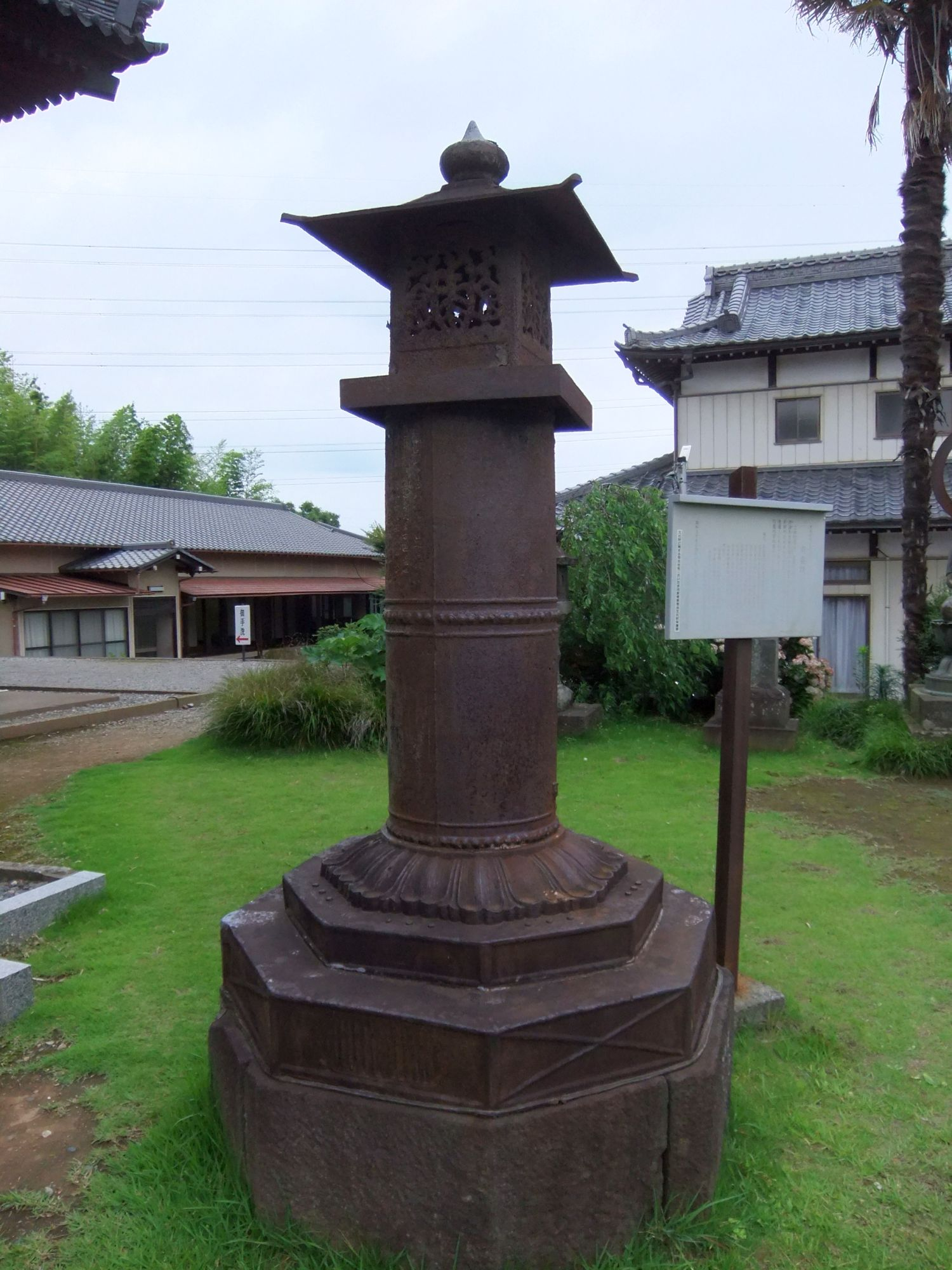
Laterne

Das Tempelgelände ist nach Südosten ziemlich offen. Dort steht, eher am Rande, das schlichte Tempeltor (山門 Sammon; 1 im Plan). Weiter östlich steht neben einem freien Zugang der Glockenturm (鐘楼 Shōrō; 3). Die Haupthalle (本堂 Hondō; 2) zeigt den Stil der späten Edo-Zeit, so mit der chinesischen Giebelpartie (唐破風 Karahafu) über dem Eingang. Bemerkenswert ist eine eiserne Laterne im westlichen Stil (南蛮鉄灯篭 Namban tetsu-dōrō; 4) vor der Haupthalle, die vom Hausverwalter der Ōta, Date Fusazane (伊達 房実) 1589 gestiftet wurde. Die Laterne wurde, wie der Vorsatz Namban andeutet, von Holländern hergestellt.
400 m südlich des eigentlichen Tempelgeländes steht auf einem Hügel eine „13-stöckige Steinpagode“ (十三重塔 Jūsanjū-no-tō). Es ist eine der Pagoden, die Genjō Sanzō, der Hauptfigur der Erzählung Die Reise in den Westen, gewidmet sind. Die Pagode wurde von den Japanern während ihrer Besatzungszeit in China 1942 zufällig bei der Anlage eines Schreins in Nanking entdeckt. Die Nanking-Regierung schenkte sie dem japanischen Staat.